# Maria Luísa de Áustria-Toscana
Maria Luísa da Áustria, Princesa da Toscana (em italiano: Maria Luisa Annunziata Anna Giovanna Giuseppa Antonietta Filomena Apollonia Tommasa d'Asburgo-Lorena; Florença, 31 de outubro de 1845 - Hanau, 27 de agosto de 1917) foi uma Arquiduquesa da Áustria, e mais tarde Princesa de Isenburg-Büdingen.

## Biografia

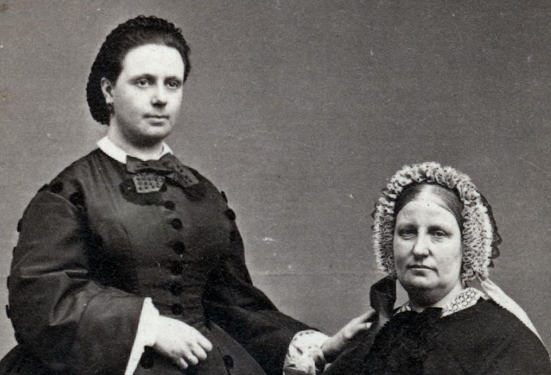
Maria Luísa (esquerda) com sua mãe, Maria Antônia, Grã-Duquesa da Toscana

Maria Luísa nasceu em Florença, era a oitava filha, quinta menina, de Leopoldo II, Grão-Duque da Toscana e sua segunda esposa, a Maria Antônia das Duas Sicílias. Seus avós paternos eram Fernando III, Grão-Duque da Toscana e Luísa das Duas Sicílias. Seus avós maternos eram o rei Francisco I das Duas Sicílias e Maria Isabel da Espanha. Ela foi batizada no Batistério de São João em Florença como Maria Luísa Anunciata Ana Joana Josefa Antonieta Filomena Apolônia Tomasa, em homenagem à irmã de seu pai, a Princesa Maria Luísa da Toscana (1798-1857), carinhosamente chamada de "a pequena corcunda" (Gobbina) pelo povo de Florença.
Maria Luísa nasceu em uma época de paz e prosperidade para o Grão-Ducado da Toscana e foi criada em um ambiente familiar amoroso. No entanto, ela foi confrontada pela primeira vez com os perigos de sua posição em tenra idade, devido às revoluções de 1848. Em fevereiro de 1849, a família Grão-Ducal decidiu ir para Gaeta como medida de segurança. A grã-duquesa Maria Antônia viajou separadamente com seus dois filhos mais novos, Maria Luísa e Luís. A família permaneceu em Gaeta por vários meses e não pôde retornar a Florença até 28 de julho de 1849.
Mais tarde, Maria Luísa e sua família foram forçados a fugir de Florença em 27 de abril de 1859, com o início de uma revolução inspirada pela Segunda Guerra de Independência Italiana, como parte do processo de unificação italiano. A família se refugiou na Áustria. No final da guerra, seu pai, Leopoldo II, abdicou em 21 de julho e seu filho Fernando o sucedeu como Grão-Duque.
Em 31 de maio de 1865, aos vinte anos, Maria Luísa se casou com Carlos, Príncipe de Isenburg-Büdingen (1838-1899) em Brandeis, Boêmia. Seu marido era neto de Carlos, último príncipe soberano de Isenburg. O casal teve nove filhos. Carlos morreu aos sessenta anos de idade e Maria Luísa morreu durante a Primeira Guerra Mundial, em 1917. Eles são os ancestrais de Sofia, Princesa da Prússia, esposa do Príncipe Jorge Frederico da Prússia, chefe da casa de Hohenzollern.

## Descendência
1. Príncipe Leopoldo Wolfgang (1866-1933), sucedeu seu pai como Príncipe de Isenburg. Em 1902, casou-se com a princesa Olga de Saxe-Weimar-Eisenach (1869-1924), filha do Príncipe Hermano de Saxe-Weimar-Eisenach, com descendência. Casou-se em segundas núpcias em 1924, com a condessa Marie von Dürckheim-Montmartin (1880-1937), sem descendência.
2. Princesa Maria Antônia (1867-1943).
3. Princesa Maria Micaela (1868-1919).
4. Príncipe Francisco José (1869-1939), casou-se com a Princesa Frederica de Solms-Braunfels, com descendência. Eles são os bisavós de Sofia, Princesa da Prússia, esposa do atual pretendente ao trono do extinto Império Alemão.
5. Príncipe Carlos José (1871-1951), casou-se morganaticamente com Bertha Lewis.
6. Príncipe Vítor Salvador (1872-1946), casou-se Leontine Rohrer.
7. Príncipe Afonso Maria (1875-1951), casou-se em 1900 com a Condessa Paulina Maria de Beaufort-Spontin (1876-1955), com descendência.
8. Princesa Maria Isabel (1877-1943), casou-se Georg Beyer.
9. Princesa Adelaide Maria (1878-1936).